# 시몽 아딩라
시몽 아딩라(프랑스어: Simon Adingra, 2002년 1월 1일~)는 코트디부아르 국가대표팀과 선덜랜드에서 윙어로 활약하고 있는 코트디부아르의 축구 선수이다.

## 구단 경력
라이트 투 드림 아카데미의 선수였던 아딩라는 2020년 1월 덴마크의 노르셸란에 입단했다. 그는 2021년 4월 18일 코펜하겐과의 리그 경기에서 2-2 무승부를 기록하며 프로 데뷔 전을 치렀다. 그는 경기의 68분에 이반 메시크와 교체되어 들어가 팀의 두 번째 골을 기록했다.

### 브라이턴 & 호브 앨비언
2022년 6월 24일, 아딩라는 프리미어리그의 브라이턴 & 호브 앨비언으로 이적하여 4년 계약을 체결했다. 열흘 후, 아딩라는 브라이턴의 벨기에 자매 클럽인 위니옹 SG에 2022-23 시즌 임대로 합류했다.
아딩라는 8월 12일, 2023-24년 시즌 개막전에서 교체 선수로 브라이턴 데뷔 전을 치렀다. 그는 4-1로 이긴 루턴 타운과의 홈 경기에서 브라이턴의 세 번째 골을 넣었다. 같은 시즌, 아딩라는 9월 16일 맨체스터 유나이티드와의 경기에서 첫 프리미어리그 선발 출전을 했고, 그는 도움을 기록했다.

## 국가대표팀 경력
2023년 3월, 아딩라는 코모로와의 2023년 아프리카 네이션스컵 예선 2경기에 처음으로 코트디부아르 국가대표팀에 차출되었다.
2024년 2월 3일, 아딩라는 말리와의 2023년 아프리카 네이션스컵 8강전에서 90분 동점골을 넣어 2-1로 승리했다. 2월 11일, 그는 2개의 도움을 제공했고, 코트디부아르의 2-1 승리로 끝난 나이지리아와의 토너먼트 결승전에서 경기 최우수 선수로 선정되었다. 그는 또한 토너먼트에서 "최우수 신인 선수" 상을 수상했다.